# Dibenzodioxin
Dibenzodioxin a neve annak a két szerves heterociklusos vegyületnek, amely a dioxinból származtatható le annak molekulájához két benzolgyűrű hozzákapcsolásával. Összegképletük: C12H8O2. A két izomer neve dibenzo[1,2]dioxin, vagy dibenzo-o-dioxin és dibenzo[1,4]dioxin, vagy dibenzo-p-dioxin.
A két izomer szerkezeti képlete:
A para izomer dibenzo-p-dioxin adatait a jobb oldali táblázat tartalmazza.
A peroxid vegyületekhez hasonlóan az orto izomer dibenzo-o-dioxin kémiailag igen instabil. Más információ erre nincs és valószínűleg ezért a két változat megjelölését általában elhanyagolják.
A dibenzodioxin azért fontos, mert ez az alap vegyülete a poliklórozott vagy poliklór-dibenzodioxin vegyületeknek, amelyek nagy fontosságú környezetszennyező, mérgező anyagokként ismeretesek.